# 속초 신흥사 동종
속초 신흥사 동종(束草 新興寺 銅鐘)은 대한민국 강원특별자치도 속초시 설악동, 신흥사에 있는 조선시대의 동종이다. 2011년 8월 12일 강원특별자치도의 유형문화재 제164호로 지정되었다.

## 개요
이 동종은 18세기 후반 동종제작이 현저히 감소하는 시기에 조성된 작품으로 명문이 남아있어 정확한 제작연대(1788년)와 주조 경위, 주조 장인 등을 알 수 있는 등 강원특별자치도 지역에서는 보기 드문 예라는 점에서 지정 보존가치가 있다.
한국 전쟁 때 총탄에 맞아 뚫린 구멍이 남아 있다.

## 같이 보기
- 신흥사

## 참고 자료
- 속초 신흥사 동종 - 국가유산청 국가유산포털